# Мирослав Кадлець
Мирослав Кадлець (чеськ. Miroslav Kadlec, нар. 22 червня 1964, Угерске Градіште) — чехословацький та чеський футболіст, що грав на позиції захисника.
Виступав, зокрема, за клуб «Кайзерслаутерн», а також національну збірну Чехії.

## Клубна кар'єра
Вихованець школи команди «Словацка Славія». У дорослому футболі дебютував 1983 року виступами за команду «Вітковіце», в якій провів один сезон, взявши участь у 26 матчах чемпіонату.
З 1984 року два сезони грав за «Уніон», після чого повернувся в «Вітковіце», де провів ще чотири сезони.
Своєю грою за останню команду привернув увагу представників тренерського штабу клубу «Кайзерслаутерн», до складу якого приєднався 1990 року. Відіграв за кайзерслаутернський клуб наступні вісім сезонів своєї ігрової кар'єри. Більшість часу, проведеного у складі «Кайзерслаутерна», був основним гравцем захисту команди. За цей час двічі виборював титул чемпіона Німеччини, один раз вигравав кубок Німеччини і навіть вилітав у Другу Бундеслігу, з якої потім зумів з клубом повернутись.
Протягом 1998—2001 років захищав кольори команди клубу «Дрновіце».
Завершив професійну ігрову кар'єру у клубі «Ставо Артікель», за команду якого виступав протягом сезону 2001/02 років.

## Виступи за збірні
1987 року дебютував в офіційних матчах у складі національної збірної Чехословаччини. Протягом кар'єри у національній команді, яка тривала 7 років, провів у формі головної команди 38 матчів і забив один м'яч. У складі збірної був учасником чемпіонату світу 1990 року в Італії, де разом з командою дійшов стадії чвертьфіналів, зігравши всі 5 матчів.
Після розпаду Чехословаччини почав виступати за новостворену збірну Чехії, зігравши в її складі 23 лютого 1994 року в історичному першому матчі проти Туреччини (4:1). Згодом разом з командою був учасником чемпіонату Європи 1996 року в Англії, де відіграв 5 матчів із шести (матч проти Росії пропустив через другу жовту картку). На фінальну гру був призначений капітаном, однак це не допомогло чехам завоювати титул чемпіонів Європи — німці виграли 2:1, а чехам довелося задовольнятися срібними медалями. Всього у збірній Чехії відіграв 26 матчів і забив один м'яч. 

## Досягнення
- Чемпіон Німеччини:

«Кайзерслаутерн»: 1990-91, 1997-98
- Володар Кубка Німеччини:

«Кайзерслаутерн»: 1995-96
- Володар Суперкубка Німеччини:

«Кайзерслаутерн»: 1991
Збірні
- Віце-чемпіон Європи: 1996

## Особисте життя
Батько Міхала Кадлеця, також футболіста, гравця збірної Чехії та учасника трьох чемпіонатів Європи.